# 普代駅
普代駅（ふだいえき）は、岩手県下閉伊郡普代村にある三陸鉄道リアス線の駅である。
駅の愛称は「はまゆり咲く」。駅のある普代村の花、ハマユリに由来する。

## 歴史

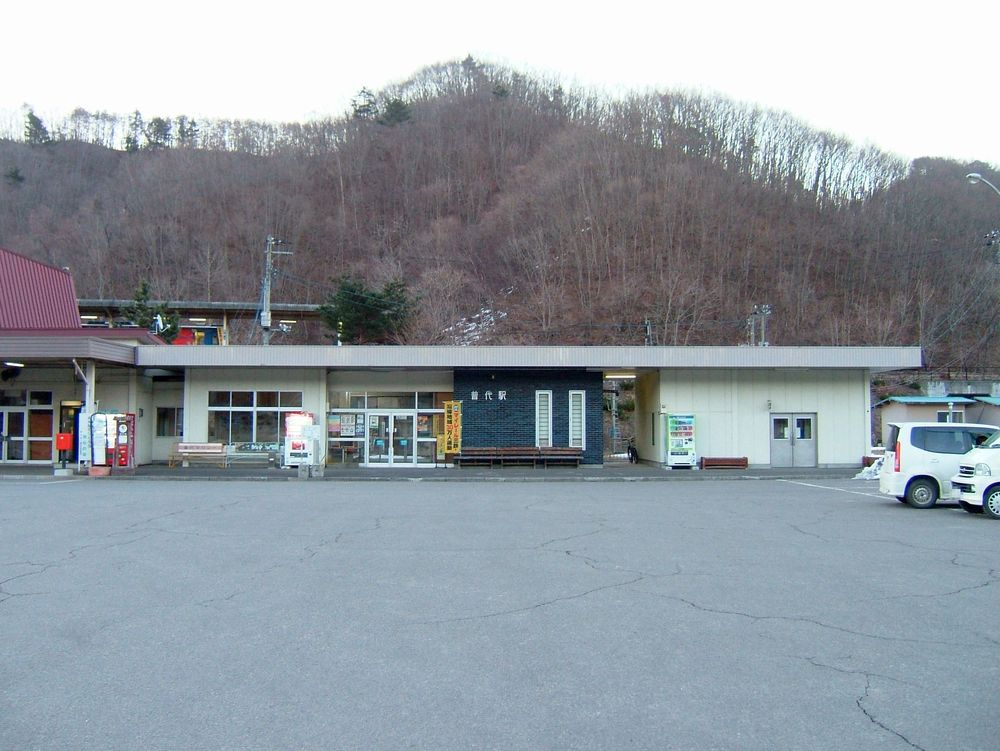
駅舎（2006年3月）

- 1975年（昭和50年）7月20日：日本国有鉄道久慈線久慈 - 当駅間開業にともない終着駅として開設[1]。無人駅[1]。
- 1984年（昭和59年）4月1日：三陸鉄道に移管[2][3]。当駅 - 田老間延伸開業[3]。北リアス線の所属となる[3]。
- 2011年（平成23年）3月11日：東北地方太平洋沖地震による津波被害のため、当駅を含む区間が運休したため閉鎖。
- 2012年（平成24年）4月1日：陸中野田 - 田野畑間の運行再開により営業を再開[4]。

## 駅構造
島式ホーム1面2線の地上駅。国鉄久慈線時代は1線のみ使用していた。築堤上にホームがあり、階段を下りて駅舎に出る。
普代村が受託する簡易委託駅。1996年まではJRバス普代駅前駅として窓口業務を行っていた。JRバス廃止後も窓口で普代村営バス乗車券を発売していたが、村営バスの無料化により終了している。
旧待合室・物産品売店スペースをリニューアルして売店を拡大、施設の拡充などを行い道の駅 「青の国ふだい」として登録された。

### のりば
| 番線 | 路線      | 方向 | 行先               |
| ---- | --------- | ---- | ------------------ |
| 1    | ■リアス線 | 下り | 久慈方面           |
| 2    | ■リアス線 | 上り | 宮古・釜石・盛方面 |

## 利用状況
| 1日乗降人員推移 | 1日乗降人員推移 |
| 年度            | 1日平均人数     |
| --------------- | --------------- |
| 2012年          | 164             |
| 2013年          | 209             |
| 2014年          | 240             |
| 2015年          | 202             |
| 2016年          | 193             |
| 2017年          | 195             |
| 2018年          | 198             |

## 駅周辺
- 岩手県道44号岩泉平井賀普代線
- 岩手県道202号普代小屋瀬線
- 国道45号
- 三陸沿岸道路 普代インターチェンジ
- 普代村役場
- 普代郵便局

## バス路線
- 普代村営バス
  - 太田名部・南黒崎・北山崎展望台方面
  - 白井・堀内方面
  - 鳥居・鵜鳥神社方面
  - 萩牛・茂市方面
- 田野畑村営バス
  - 沼袋方面

## 隣の駅
三陸鉄道
■リアス線
田野畑駅 - 普代駅 - 白井海岸駅

#### 記事本文
1. 1 2  「きょう待望の久慈線関東の私鉄に二つの新線」『交通新聞』交通協力会、1975年7月20日、2面。
2. ↑  石野哲 編『停車場変遷大事典 国鉄・JR編』 II（初版）、JTB、1998年10月1日、503頁。ISBN 978-4-533-02980-6。
3. 1 2 3  「私鉄年表」『私鉄車両編成表 -全国版- '84年版』ジェー・アール・アール、1984年8月1日、141頁。
4. ↑  「三陸鉄道：陸中野田－田野畑で運転再開」『毎日新聞』2012年4月1日。オリジナルの2012年7月11日時点におけるアーカイブ。2012年4月1日閲覧。
5. ↑  国土交通省道路局企画課. “道の駅「青の国ふだい」”. 「道の駅」の第54回登録について.   国土交通省. 2023年10月19日時点のオリジナルよりアーカイブ。2024年9月21日閲覧。

#### 利用状況
1. ↑  国土数値情報(駅別乗降客数データ)2011-2015年  - 国土交通省、2019年9月3日閲覧
2. ↑  国土数値情報(駅別乗降客数データ)  - 国土交通省、2020年9月23日閲覧